# Quintenic
Quintenic [kɛ̃tnik] est une commune française située dans le département des Côtes-d'Armor, en région Bretagne.

## Géographie

### Communes limitrophes
| Hénansal       |           | Saint-Denoual |
|                | Quintenic |               |
| Lamballe-Armor |           | Plédéliac     |

### Hydrographie
Pour un article plus général, voir Réseau hydrographique des Côtes-d'Armor.
La commune est située dans le bassin Loire-Bretagne. Elle est drainée par le Frémur et le Chifrouët,.
Le Frémur, d'une longueur de 19 km, prend sa source dans la commune  et se jette  dans la Manche en limite de Fréhel et de Pléboulle.
Le Chifrouët, d'une longueur de 12 km, prend sa source dans la commune de Lamballe-Armor, aux abords du hameau de Monjugien, en limite de Quintenic, traverse la commune d'est en ouest  et se jette  dans le Gouessant en limite d'Andel et de la commune.

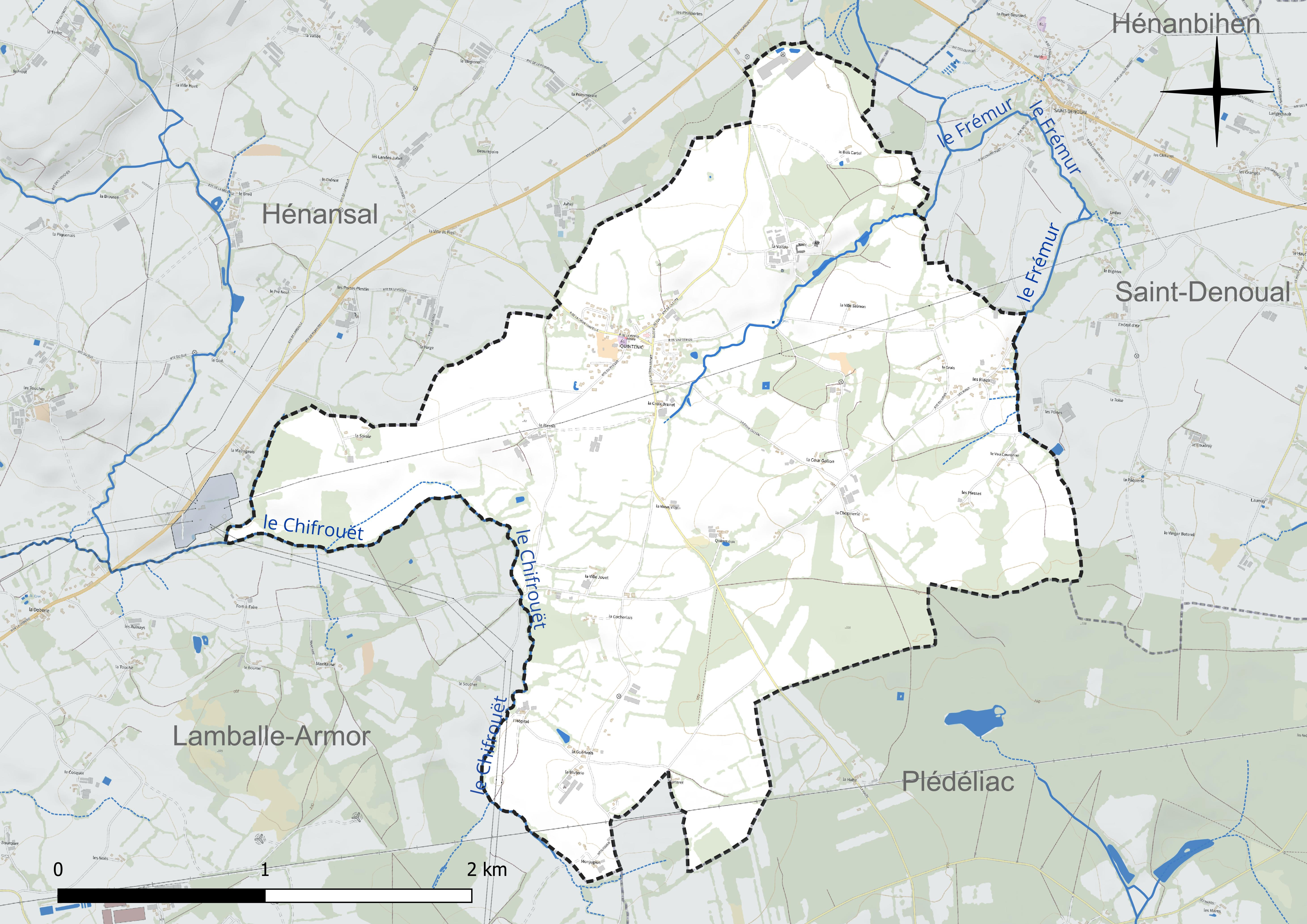
Réseau hydrographique de Quintenic.

### Climat
Le climat qui caractérise la commune est qualifié, en 2010, de « climat océanique franc », selon la typologie des climats de la France qui compte alors huit grands types de climats en métropole. En 2020, la commune ressort du type « climat océanique » dans la classification établie par Météo-France, qui ne compte désormais, en première approche, que cinq grands types de climats en métropole. Ce type de climat se traduit par des températures douces et une pluviométrie relativement abondante (en liaison avec les perturbations venant de l'Atlantique), répartie tout au long de l'année avec un léger maximum d'octobre à février.
Les paramètres climatiques qui ont permis d’établir la typologie de 2010 comportent six variables pour les températures et huit pour les précipitations, dont les valeurs correspondent à la normale 1971-2000. Les sept principales variables caractérisant la commune sont présentées dans l'encadré ci-après.
| Paramètres climatiques communaux sur la période 1971-2000 - Moyenne annuelle de température : 11,3 °C - Nombre de jours avec une température inférieure à −5 °C : 1,1 j - Nombre de jours avec une température supérieure à 30 °C : 0,9 j - Amplitude thermique annuelle : 11,2 °C - Cumuls annuels de précipitation : 707 mm - Nombre de jours de précipitation en janvier : 12 j - Nombre de jours de précipitation en juillet : 6,4 j |

Avec le changement climatique, ces variables ont évolué. Une étude réalisée en 2014 par la Direction générale de l'Énergie et du Climat complétée par des études régionales prévoit en effet que la  température moyenne devrait croître et la pluviométrie moyenne baisser, avec toutefois de fortes variations régionales. La station météorologique de Météo-France installée sur la commune et mise en service en 1984 permet de connaître l'évolution des indicateurs météorologiques. Le tableau détaillé pour la période 1981-2010 est présenté ci-après.
| Mois                                  | jan.             | fév.             | mars          | avril           | mai           | juin           | jui.          | août           | sep.          | oct.            | nov.          | déc.            | année      |
| ------------------------------------- | ---------------- | ---------------- | ------------- | --------------- | ------------- | -------------- | ------------- | -------------- | ------------- | --------------- | ------------- | --------------- | ---------- |
| Température minimale moyenne (°C)     | 3                | 2,9              | 4,1           | 5               | 8             | 10,4           | 12,2          | 12,4           | 10,3          | 8,5             | 5,5           | 3,4             | 7,2        |
| Température moyenne (°C)              | 5,8              | 6,2              | 8             | 9,4             | 12,7          | 15,3           | 17,3          | 17,5           | 15,3          | 12,5            | 8,7           | 6,3             | 11,3       |
| Température maximale moyenne (°C)     | 8,6              | 9,5              | 11,9          | 13,9            | 17,3          | 20,2           | 22,5          | 22,6           | 20,3          | 16,4            | 12            | 9,2             | 15,4       |
| Record de froid (°C) date du record   | −14,7 17.01.1985 | −14,7 19.02.1985 | −7,1 02.03.04 | −4,3 04.04.1996 | −1,8 13.05.10 | 1,4 09.06.1989 | 4,2 31.07.15  | 4,4 28.08.1998 | 1 25.09.03    | −5,5 30.10.1997 | −6,2 29.11.10 | −8,2 10.12.1987 | −14,7 1985 |
| Record de chaleur (°C) date du record | 16,3 01.01.22    | 21 27.02.19      | 23,7 30.03.21 | 26,4 21.04.18   | 29 26.05.17   | 33,4 28.06.19  | 37,3 23.07.19 | 39,7 05.08.03  | 31,7 14.09.20 | 30,6 02.10.11   | 20,9 01.11.15 | 17,5 19.12.15   | 39,7 2003  |
| Précipitations (mm)                   | 65,9             | 60               | 55,2          | 57,3            | 60,1          | 49,6           | 48,1          | 45,2           | 65,1          | 75,2            | 84,1          | 77,6            | 743,4      |

## Urbanisme

### Typologie
Au 1er janvier 2024, Quintenic est catégorisée commune rurale à habitat dispersé, selon la nouvelle grille communale de densité à 7 niveaux définie par l'Insee en 2022.
Elle est située hors unité urbaine. Par ailleurs la commune fait partie de l'aire d'attraction de Saint-Brieuc, dont elle est une commune de la couronne,. Cette aire, qui regroupe 51 communes, est catégorisée dans les aires de 200 000 à moins de 700 000 habitants,.

### Occupation des sols
L'occupation des sols de la commune, telle qu'elle ressort de la base de données européenne d’occupation biophysique des sols Corine Land Cover (CLC), est marquée par l'importance des territoires agricoles (90,9 % en 2018), une proportion identique à celle de 1990 (90,9 %). La répartition détaillée en 2018 est la suivante : 
zones agricoles hétérogènes (46,7 %), terres arables (42,2 %), forêts (9,1 %), prairies (2 %). L'évolution de l’occupation des sols de la commune et de ses infrastructures peut être observée sur les différentes représentations cartographiques du territoire : la carte de Cassini (XVIIIe siècle), la carte d'état-major (1820-1866) et les cartes ou photos aériennes de l'IGN pour la période actuelle (1950 à aujourd'hui).

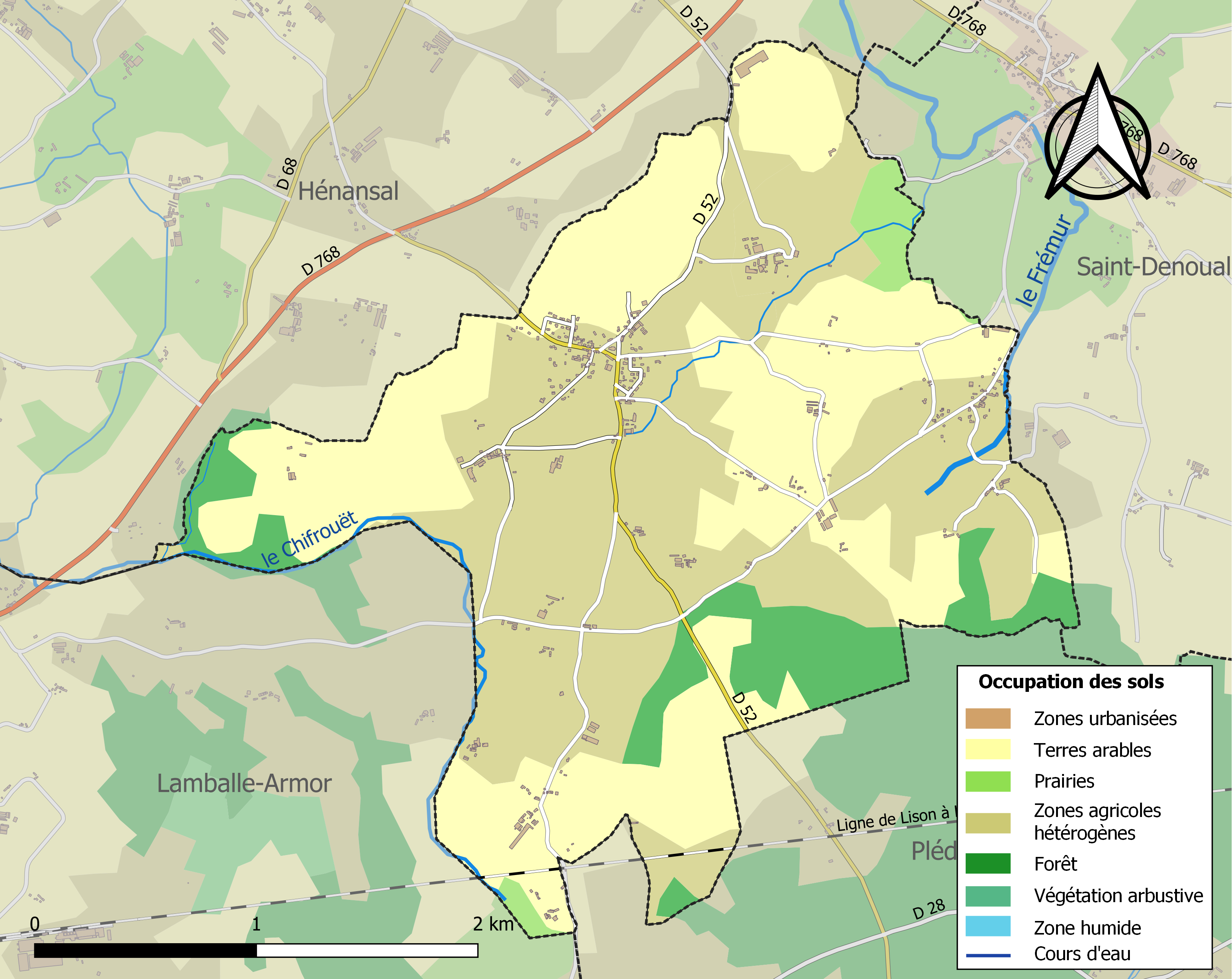
Carte des infrastructures et de l'occupation des sols de la commune en 2018 (CLC).

### Habitat et logement
En 2018, le nombre total de logements dans la commune était de 167, alors qu'il était de 154 en 2013 et de 135 en 2008.
Parmi ces logements, 89,7 % étaient des résidences principales, 6,2 % des résidences secondaires et 4,1 % des logements vacants. Ces logements étaient pour 96,3 % d'entre eux des maisons individuelles et pour 3,1 % des appartements.
Le tableau ci-dessous présente la typologie des logements à Quintenic en 2018 en comparaison avec celle des Côtes-d'Armor et de la France entière. Une caractéristique marquante du parc de logements est ainsi une proportion de résidences secondaires et logements occasionnels (6,2 %) inférieure à celle du département (16,2 %) et à celle de la France entière (9,7 %). Concernant le statut d'occupation de ces logements, 85,1 % des habitants de la commune sont propriétaires de leur logement (82,5 % en 2013), contre 71,1 % pour les Côtes-d'Armor et 57,5 % pour la France entière.
| Typologie                                               | Quintenic | Côtes-d'Armor | France entière |
| ------------------------------------------------------- | --------- | ------------- | -------------- |
| Résidences principales (en %)                           | 89,7      | 75            | 82,1           |
| Résidences secondaires et logements occasionnels (en %) | 6,2       | 16,2          | 9,7            |
| Logements vacants (en %)                                | 4,1       | 8,8           | 8,2            |

## Toponymie
Le nom de la localité est attesté sous les formes Quintenit en 1235, Parochia de Quistenit en 1238, Quitenit en 1256, Ecclesia beati Petri de Quintenit en 1256, Quintenit en 1261, 1267 et en 1268, Quintenit et Quistenit en 1272, Quintenic en 1371, Quinteni en 1678, Quinteny en 1778.
Quintenic vient, semble-t-il, du latin castanea (châtaignier), castanetum (châtaigneraie).

## Politique et administration

### Rattachements administratifs et électoraux

#### Rattachements administratifs
La commune se trouve depuis 1874 dans l'arrondissement de Saint-Brieuc du département des Côtes-d'Armor.
Elle faisait partie de 1801 à 1874 du canton de Plancoët, année où elle intègre le canton de Lamballe. Dans le cadre du redécoupage cantonal de 2014 en France, cette circonscription administrative territoriale a disparu, et le canton n'est plus qu'une circonscription électorale.

#### Rattachements électoraux
Pour les élections départementales, la commune fait partie depuis 2014 d'un nouveau canton de Lamballe, passé de 11 à 12 communes.
Pour l'élection des députés, elle fait partie de la troisième circonscription des Côtes-d'Armor.

### Intercommunalité
Quintenic était membre de la communauté de communes dénommée Lamballe Communauté, un établissement public de coopération intercommunale (EPCI) à fiscalité propre créé fin 2000 et auquel la commune avait transféré un certain nombre de ses compétences, dans les conditions déterminées par le code général des collectivités territoriales.
Dans le cadre des dispositions de la loi portant nouvelle organisation territoriale de la République du 7 août 2015, qui prévoit que les établissements publics de coopération intercommunale (EPCI) à fiscalité propre doivent avoir un minimum de 15 000 habitants, cette intercommunalité a fusionné avec ses voisines  pour former, le 1er janvier 2017, la communauté d'agglomération qui porte le nom de Lamballe Terre et Mer, dont est désormais membre la commune.

### Liste des maires
| Période                                  | Période                       | Identité                  | Étiquette | Qualité |
| ---------------------------------------- | ----------------------------- | ------------------------- | --------- | --- |
| Les données manquantes sont à compléter. |                               |                           |           | |
| ?                                        | An X                          | François Le Mercier       |           | |
| An X                                     | 1813                          | Julien Urfier             |           | Laboureur |
| 1813                                     | ?                             | François Urfier           |           | |
| Les données manquantes sont à compléter. |                               |                           |           | |
| octobre 1947                             | mars 1977                     | Adrien Loncle (1904-2005) |           | Exploitant agricole retraité, maire honoraire                                                                                   |
| mars 1977                                | septembre 2010                | Jean Thèze                | PS        | Commerçant retraité Adjoint au maire (1971 → 1977) Vice-président de la CC Lamballe Communauté (2000 → 2008) Dédécé en fonction |
| novembre 2010                            | mai 2020,                     | Éric Rault                | PS        | Cadre commercial |
| mai 2020                                 | septembre 2022                | Marie-Madeleine Bourdel   | DVG       | Employée retraitée Démissionnaire                                                                                               |
| octobre 2022                             | En cours (au 18 janvier 2023) | Jérémy Boulard            |           | Chef d’entreprise en matériel agricole                                                                                          |

## Démographie
L'évolution du nombre d'habitants est connue à travers les recensements de la population effectués dans la commune depuis 1793. Pour les communes de moins de 10 000 habitants, une enquête de recensement portant sur toute la population est réalisée tous les cinq ans, les populations de référence des années intermédiaires étant quant à elles estimées par interpolation ou extrapolation. Pour la commune, le premier recensement exhaustif entrant dans le cadre du nouveau dispositif a été réalisé en 2005.

En 2022, la commune comptait 364 habitants, en évolution de −0,55 % par rapport à 2016 (Côtes-d'Armor : +1,78 %, France hors Mayotte : +2,11 %).
| 1793 | 1800 | 1806 | 1821 | 1831 | 1836 | 1841 | 1846 | 1851 |
| ---- | ---- | ---- | ---- | ---- | ---- | ---- | ---- | ---- |
| 361  | 358  | 358  | 325  | 372  | 336  | 302  | 353  | 357  |

| 1856 | 1861 | 1866 | 1872 | 1876 | 1881 | 1886 | 1891 | 1896 |
| ---- | ---- | ---- | ---- | ---- | ---- | ---- | ---- | ---- |
| 331  | 384  | 351  | 391  | 404  | 443  | 400  | 379  | 397  |

| 1901 | 1906 | 1911 | 1921 | 1926 | 1931 | 1936 | 1946 | 1954 |
| ---- | ---- | ---- | ---- | ---- | ---- | ---- | ---- | ---- |
| 383  | 379  | 371  | 337  | 331  | 330  | 314  | 278  | 266  |

| 1962 | 1968 | 1975 | 1982 | 1990 | 1999 | 2005 | 2006 | 2010 |
| ---- | ---- | ---- | ---- | ---- | ---- | ---- | ---- | ---- |
| 264  | 249  | 235  | 222  | 263  | 266  | 292  | 297  | 315  |

| 2015 | 2020 | 2022 | - | - | - | - | - | - |
| ---- | ---- | ---- | - | - | - | - | - | - |
| 366  | 360  | 364  | - | - | - | - | - | - |

## Culture locale et patrimoine

### Lieux et monuments
- Église Saint-Pierre.
- Monument aux morts : il  porte les noms des 22 soldats morts pour la Patrie[34] :
  - 19 sont morts durant la Première Guerre mondiale ;
  - 2 sont morts durant la Seconde Guerre mondiale ;
  - 1 est mort hors conflit.

### Personnalités liées à la commune
Mathurin Boscher (1875-1915), instituteur, syndicaliste, militant socialiste et  maire de Saint-Barnabé (Côtes-d'Armor). Il est connu en particulier comme pédagogue et auteur d'une méthode syllabique d'apprentissage de la lecture : la Méthode Boscher,, y est né

## Pour approfondir